# Zygophyllales
Zygophyllales, nedavni osnovani biljni red u koji su svrstane porodice Krameriaceae i Zygophyllaceae. Cronquistov taksonomijski klasifikacijski sustav klasificirao je porodicu Zygophyllaceae u red Sapindales, a Krameriaceae u Polygalales.
Predstavnici ovoga reda rašireni su po svim kontinentima, osim po Kanadi, krajnjem sjeveru Europe i sjevernoj Rusiji. Poznatiji rodovi su rod grmova porlijerija (Porlieria); gvajak (Guaiacum), vazdazeleno drveće i Zygophyllum, rod po kojem je imenovana porodica i red, a dolazi po palistićima u paru, pa je i porodica dobila ime dvoliskovice.

## Opis
Zygophyllales, su red grmlja, dikotiledonih cvjetnica, koji se sastoji od 2 porodice (Zygophyllaceae i Krameriaceae), 27 rodova i oko 300 vrsta. Članovi su zeljaste biljke ili grmovi, rijetko hemiparaziti, i uglavnom su ograničeni na tropska ili umjerena sušna ili slana područja. Cvjetovi su upadljivi i posjeduju uljne ili nektarske žlijezde za oprašivanje pčelama. Tipični cvjetovi imaju peterodijelne perijante, 4 ili 10 prašnika i 2-5 sraslih karpela. Plodovi su kapsule koje se ne otvaraju ili razne bobice koje se ne otvaraju. Endosperma u sjemenkama obično nedostaje. Zygophyllales pripada u Rosid I ili fabidnoj lozi grupe Rosid u jezgri eudikota prema botaničkom klasifikacijskom sustavu II filogenije angiosperma.